# Ormyrus dryorhizoxeni
Ormyrus dryorhizoxeni is een vliesvleugelig insect uit de familie Ormyridae. De wetenschappelijke naam is voor het eerst geldig gepubliceerd in 1885 door Ashmead.